# Route nationale 190
Pour les articles homonymes, voir Route 190.
La route nationale 190 ou RN 190 est une route nationale française reliant Nanterre à Rueil-Malmaison.

## Historique
À l'origine, la RN 190 reliait Nanterre à Mantes-la-Jolie. Avant les années 1950, la section de Saint-Germain-en-Laye à Mantes-la-Jolie, via Meulan, faisait partie de la RN 13 ; la RN 190 passait par Orgeval et Aubergenville (tronçon appelé « route de quarante sous »). Puis, la RN 13 et la RN 190 intervertirent leurs itinéraires. La RN 190 passe désormais par Meulan. Dans les années 1990, elle a été déclassée en RD 190 entre Saint-Germain-en-Laye et Mantes-la-Jolie. Le tronçon Nanterre - Rueil-Malmaison a été déclassée en RD 991, en 2006 par le département des Hauts-de-Seine.

## Parcours (D 991/D 190)
- Nanterre (km 0)
- Rueil-Malmaison (km 2)

Tronc commun avec la RN 186
- Saint-Germain-en-Laye (km 9)
- Poissy (km 14)
- Carrières-sous-Poissy (km 16)
- Triel-sur-Seine (km 21)
- Vaux-sur-Seine (km 25)
- Meulan-en-Yvelines (km 29)
- Hardricourt (km 30)
- Mézy-sur-Seine (km 31)
- Juziers (km 34)
- Gargenville (km 37)
- Issou (km 38)
- Limay (km 42)
- Mantes-la-Jolie (km 44)